# Lissemys punctata
Espèce
Synonymes
- Testudo punctata Bonnaterre, 1789
- Testudo granulosa Suckow, 1798
- Testudo scabra Latreille in Sonnini & Latreille, 1801
- Testudo granosa Schoepff, 1801
- Testudo granulata Daudin, 1801
- Trionyx coromandelicus Geoffroy Saint-Hilaire, 1809
- Emyda vittata Peters, 1854
- Emyda granosa intermedia Annandale, 1912

Statut de conservation UICN

 LC  : Préoccupation mineure
Statut CITES
Lissemys punctata ou Trionix à clapet est une espèce de tortues aquatique de la famille des Trionychidae.

## Description
La trionix à clapet mesure jusqu'à 27 cm de long. Elle a une carapace aplatie couverte de peau coriace (et non d'écaille de kératine). Elle vit dans les eaux douces.

## Répartition
Cette espèce se rencontre :
- au Pakistan ;
- en Inde dans les États d'Assam, d'Andhra Pradesh, de Bihar, de Goa, de Gujarat, d'Haryana, de Jammu-et-Cachemire, de Kerala, de Madhya Pradesh, d'Orissa, de Meghalaya, de Penjab, de Rajasthan, du Sikkim, du Tamil Nadu, d'Uttar Pradesh et du Bengale-Occidental ;

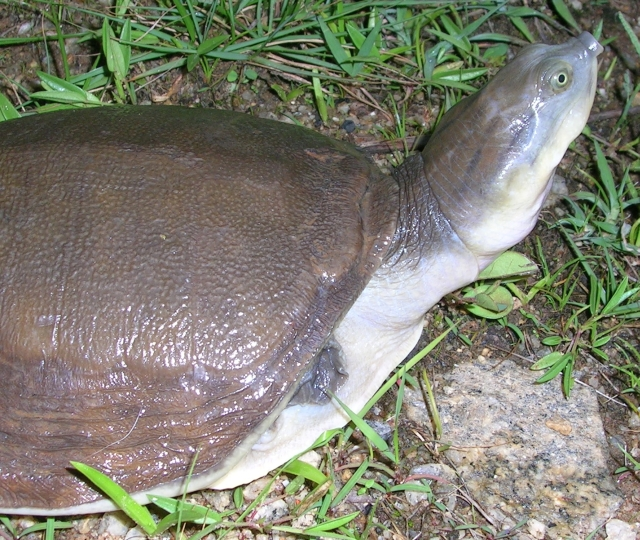

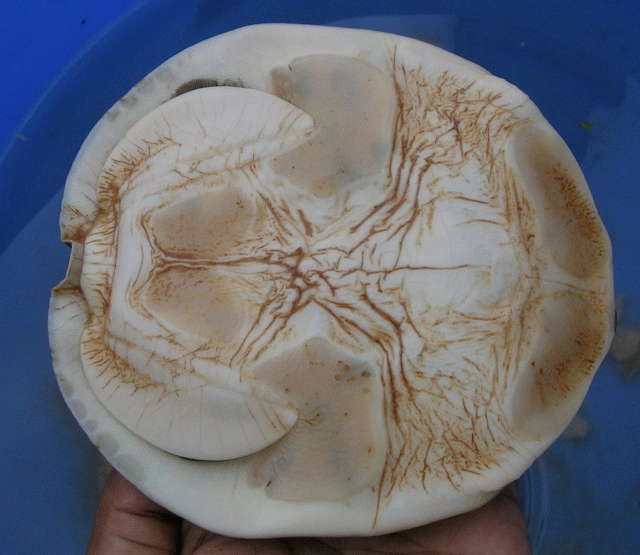

- au Népal ;
- au Bangladesh ;
- en Birmanie.

## Liste des sous-espèces
Selon TFTSG (23 novembre 2012) :
- Lissemys punctata andersoni Webb, 1980
- Lissemys punctata punctata (Bonnaterre, 1789)
- Lissemys punctata vittata (Peters, 1854)

## Taxinomie
Cette espèce a été au préalable décrite par Lacépède en 1788, mais les travaux correspondant ont été invalidés par l'ICZN en 2005.

## Publications originales
- Bonnaterre, 1789 : Tableau encyclopédique et méthodique des trois règnes de la nature, Erpétologie. Panckoucke, Paris, p. 1-71.
- Peters, 1854 : Ubersicht der auf seiner Reise nach Mossambique beobachteten Schildkröten. Bericht Bekanntmachung Verhandlungen Königlich-Preussischen Akademie der Wissenschaften zu Berlin, vol. 1854, p. 215–216 (texte intégral).
- Webb, 1980 : The identity of Testudo punctata Lacépède, 1788 (Testudines, Trionychidae). Bulletin du Musée National d’Histoire Naturelle, Paris, ser. 4, vol. 2, p. 547–557.